# ヨーロッパのグリーンインフラ

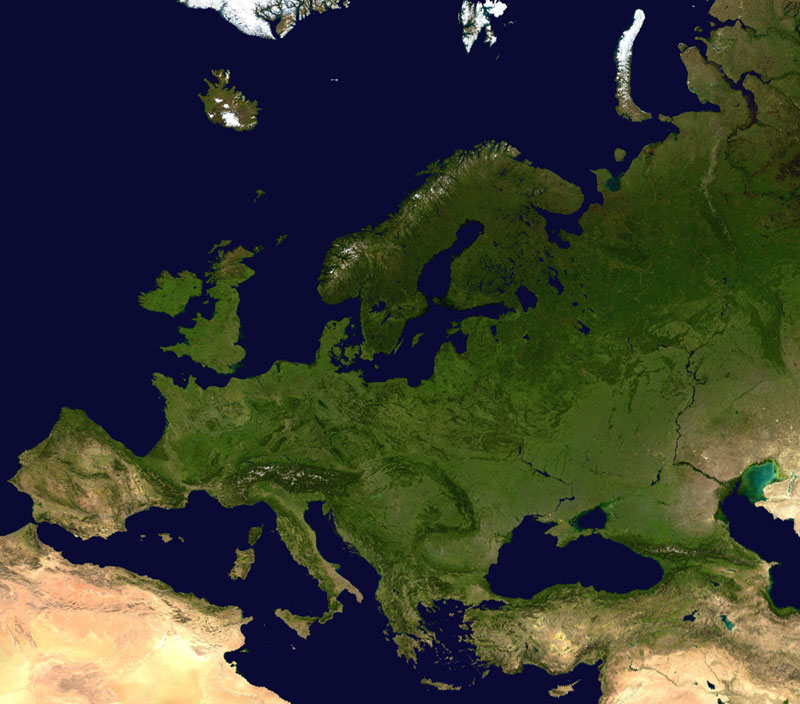
国境を越えた生態学的ネットワークは渡り種（魚、海洋哺乳類、鳥など）がよりよく反映している。それは "パン"と呼ばれています。

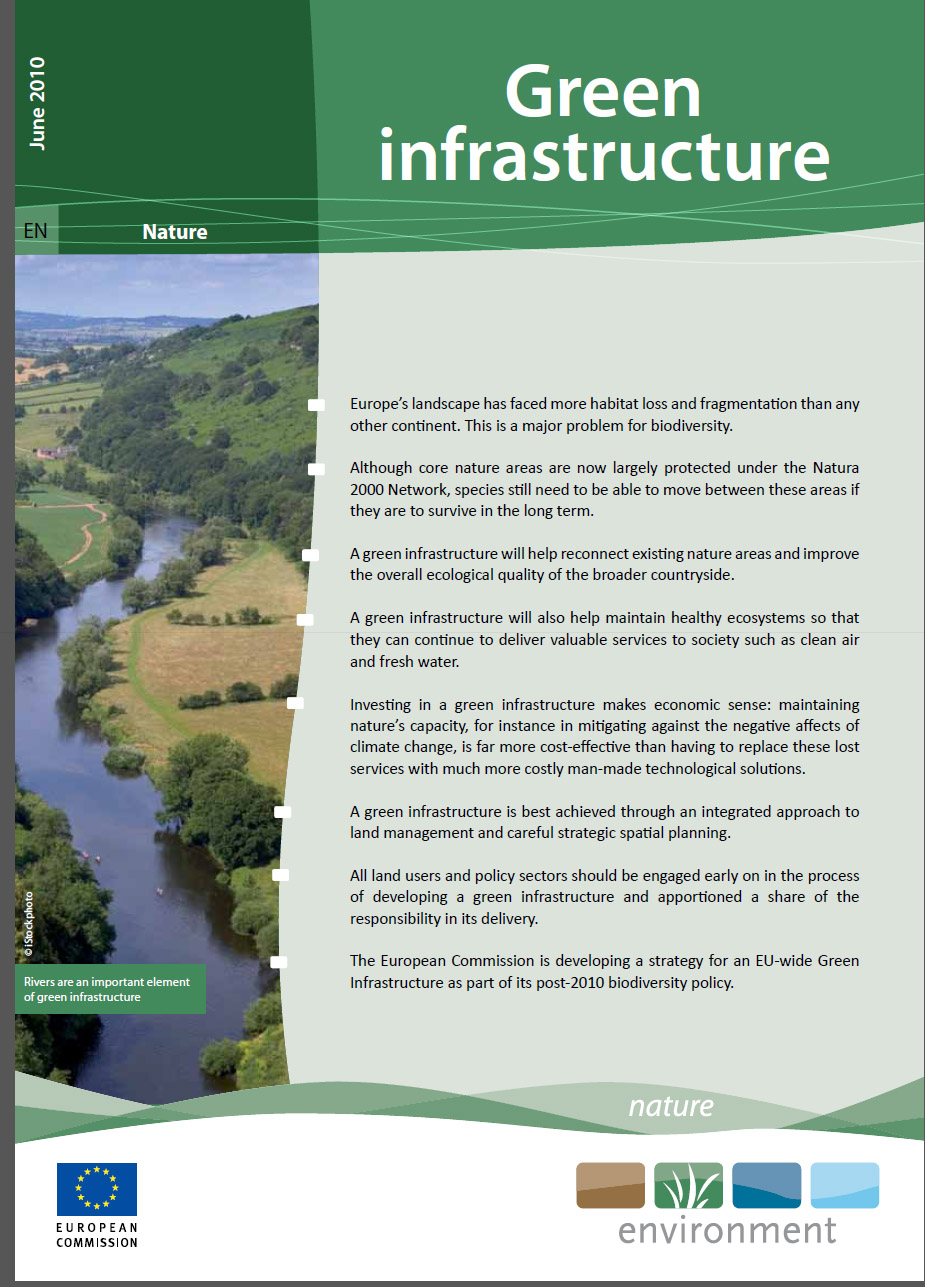
2010年以降の生物多様性政策の一環としての、EU全体のグリーンインフラのための欧州委員会の新戦略の発表（2010）

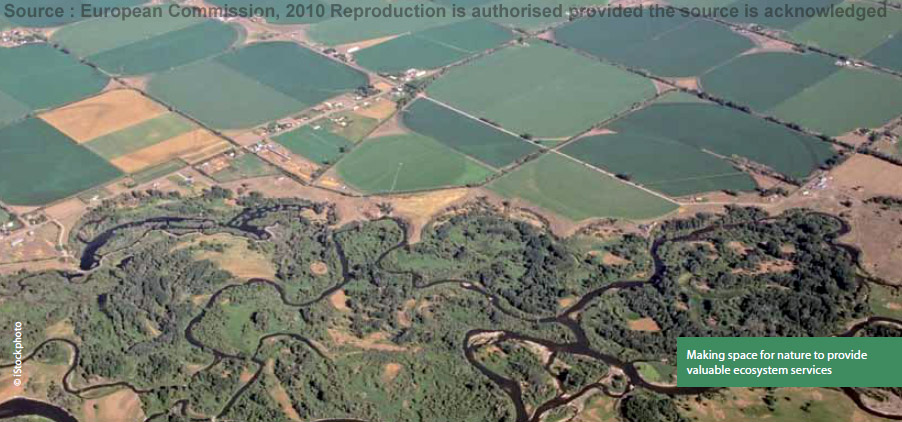
集約農業地帯の生態学的回廊 （ 湿地 ）の例として欧州委員会が使用している航空写真。 2013-05-30 閲覧

欧州のグリーンインフラストラクチャは、 生物多様性および生物多様性政策に関する新しい（2010年以降）EU戦略の重要施策。 

## 計画アプローチ

### GISアプリケーション
地理情報システム （GIS）の継続的な開発とその利用レベルの向上は、グリーンインフラストラクチャ計画の策定において特に重要である。こうした計画はしばしば多くの地理情報層に関するGIS分析に基づいている。 